# クリスマス (競走馬)
クリスマスは、日本の競走馬。馬名の由来は、クリスマス。主な勝ち鞍は2013年の函館2歳ステークス。

## 経歴

### 2歳（2013年）
6月30日の函館競馬場芝1200mの2歳新馬戦でデビュー。スタート良く先頭に立ちそのままレースを引っ張ると、直線では手綱を持ったまま後続をさらに引き離す強さを見せ、2着に7馬身差をつける2歳コースレコードで圧勝した。
7月21日の函館2歳ステークスでは前走の結果を受け、2.1倍の1番人気に推された。外枠からスタート良く飛び出した後は、若干掛かり気味の様子を見せながらも先頭を見る形の2番手でレースを進め、直線に入り一気に先頭に躍り出ると後続に2馬身差をつけ、レースレコードで2連勝を飾った。
レース後は吉澤ステーブル浦河本場に放牧に出され、3ヶ月の休みを経て暮れの阪神ジュベナイルフィリーズを見据え、11月2日のアルテミスステークスに出走した。前走から400mの距離延長、休み明け、初めての当日輸送といくつもの不安要素が囁かれながらも前2走の内容が評価され、2.8倍の1番人気に推された。レースはスタート良く飛び出すと道中3・4番手で折り合い、直線に向いて追い出しに掛かったが思ったほど伸びず、最後は後続からも差され7着に終わった。
本番の阪神ジュベナイルフィリーズに向けて直前の長距離輸送による馬体への影響を避けるため、前月から栗東に入厩して調整を続けた。前走の敗戦により大きく人気を落として7番人気で出走した阪神ジュベナイルフィリーズでは、これまでとは打って変わって後方からレースを進め、直線を向いてもまだ後方から2番手に位置していたが、そこからメンバー最速タイとなる上がり3ハロン33秒6の脚で猛然と追い込み、先頭3頭には届かなかったものの0.2秒差の4着に食い込んだ。

### 3歳（2014年）
3歳クラシック戦に向けて賞金面での不安がなく、様々な可能性を試すため年明け当初は弥生賞出走も視野に入れていたが、最終的にフラワーカップを3歳シーズンの始動戦に選んだ。まずまずのスタートから前走と同じように道中後方2番手でレースを進め、4コーナー付近から徐々に進出を開始し直線での追い込みに賭けたが、坂上付近で伸びが止まり、上がり3ハロンはメンバー最速だったものの7着に敗れた。その後、オークスは12着を挟んで、6月の函館スプリントステークスでは3着と好走する。8月のUHB賞では15着と大敗した。

### 4歳（2015年） 〜5歳（2016年）
休養中に条件馬に降格し、2015年12月の鳥羽特別で復帰。レースでは馬場の内側を割って抜け出して久々の勝利を挙げる。2016年に入り、サンライズステークス2着、船橋ステークスは3着と惜しいレースが続いた。7月のTVh杯で4勝目を挙げる。8月のUHB賞では好位3番手から直線で抜け出すとエポワスに1馬身1/4差をつけて勝利した。11月の京阪杯は10着と惨敗する。

### 6歳（2017年）
年明けのカーバンクルステークスは4着に終わるも、続くオーシャンステークスは3着と好走した。しかし高松宮記念は14着、休養を挟み函館スプリントステークスでも13着と振るわなかった。7月20日付でJRA競走馬登録を抹消され、船橋・佐藤賢二厩舎に移籍したが、1戦（9着）したのみで10月2日付で登録を抹消された。

## 競走成績
| 競走日     | 競馬場 | 競走名           | 格       | 距離（馬場）  | 頭 数 | 枠 番 | 馬 番 | オッズ （人気） | 着順 | タイム （上り3F） | 着差 | 騎手       | 斤量 | 1着馬（2着馬）       |
| ---------- | ------ | ---------------- | -------- | ------------- | ----- | ----- | ----- | --------------- | ---- | ----------------- | ---- | ---------- | ---- | -------------------- |
| 2013.06.30 | 函館   | 2歳新馬          |          | 芝1200m（良） | 8     | 6     | 6     | 004.10（3人）   | 01着 | R1:09.3（34.5）   | -1.1 | 丸山元気   | 54kg | （デンコウウノ）     |
| 0000.07.21 | 函館   | 函館2歳S         | GIII     | 芝1200m（良） | 16    | 8     | 15    | 002.10（1人）   | 01着 | R1:09.6（35.8）   | -0.3 | 丸山元気   | 54kg | （プラチナティアラ） |
| 0000.11.02 | 東京   | アルテミスS      | 重賞     | 芝1600m（良） | 18    | 6     | 11    | 002.80（1人）   | 07着 | R1:35.9（35.0）   | -0.7 | 武豊       | 54kg | マーブルカテドラル   |
| 0000.12.08 | 阪神   | 阪神JF           | GI       | 芝1600m（良） | 18    | 6     | 12    | 026.60（7人）   | 04着 | R1:34.1（33.6）   | -0.2 | M.デムーロ | 54kg | レッドリヴェール     |
| 2014.03.21 | 中山   | フラワーC        | GIII     | 芝1800m（良） | 16    | 5     | 10    | 005.20（2人）   | 07着 | R1:51.8（36.2）   | -0.5 | 田辺裕信   | 55kg | バウンスシャッセ     |
| 0000.05.25 | 東京   | 優駿牝馬         | GI       | 芝2400m（良） | 18    | 8     | 16    | 114.0（15人）   | 12着 | R2:27.4（35.1）   | -1.6 | 三浦皇成   | 55kg | ヌーヴォレコルト     |
| 0000.06.22 | 函館   | 函館スプリントS  | GIII     | 芝1200m（良） | 14    | 6     | 9     | 012.10（4人）   | 03着 | R1:08.5（34.0）   | -0.0 | 丸山元気   | 50kg | ガルボ               |
| 0000.08.17 | 札幌   | UHB賞            | OP       | 芝1200m（良） | 16    | 2     | 4     | 003.40（1人）   | 15着 | R1:09.8（34.8）   | -0.8 | 丸山元気   | 51kg | マヤノリュウジン     |
| 2015.12.05 | 中京   | 鳥羽特別         | 1000万下 | 芝1200m（良） | 18    | 2     | 3     | 010.40（6人）   | 01着 | R1:08.9（34.3）   | -0.1 | 勝浦正樹   | 55kg | (ハピネス)           |
| 2016.01.11 | 中山   | サンライズS      | 1600万下 | 芝1200m（良） | 16    | 2     | 4     | 004.30（2人）   | 02着 | 01:08.2（34.1）   | -0.0 | 勝浦正樹   | 55kg | スカイキューティー   |
| 0000.04.02 | 中山   | 船橋S            | 1600万下 | 芝1200m（良） | 13    | 7     | 11    | 002.80（1人）   | 03着 | 01:08.2（34.2）   | -0.1 | 田辺裕信   | 55kg | サザナミ             |
| 0000.07.02 | 函館   | TVh杯            | 1600万下 | 芝1200m（稍） | 12    | 3     | 3     | 002.40（1人）   | 01着 | R1:09.7（35.0）   | -0.0 | 勝浦正樹   | 55kg | (スナッチマインド)   |
| 0000.08.07 | 札幌   | UHB賞            | OP       | 芝1200m（良） | 14    | 3     | 3     | 004.70（1人）   | 01着 | R1:08.0（34.0）   | -0.2 | 勝浦正樹   | 53kg | (エポワス)           |
| 0000.11.27 | 京都   | 京阪杯           | GIII     | 芝1200m（重） | 18    | 5     | 9     | 007.90（4人）   | 10着 | 01:12.1（36.0）   | -1.8 | 勝浦正樹   | 54kg | ネロ                 |
| 2017.01.21 | 中山   | カーバンクルS    | OP       | 芝1200m（良） | 12    | 4     | 4     | 004.20（2人）   | 04着 | 01:08.7（35.5）   | -0.2 | 勝浦正樹   | 55kg | ナックビーナス       |
| 0000.03.04 | 中山   | オーシャンS      | GIII     | 芝1200m（良） | 16    | 2     | 4     | 008.40（4人）   | 03着 | 01:08.4（34.2）   | -0.1 | 勝浦正樹   | 54kg | メラグラーナ         |
| 0000.03.26 | 中京   | 高松宮記念       | GI       | 芝1200m（稍） | 18    | 5     | 10    | 089.8（13人）   | 14着 | 01:10.0（35.3）   | -1.3 | 藤岡佑介   | 55kg | セイウンコウセイ     |
| 0000.06.18 | 函館   | 函館スプリントS  | GIII     | 芝1200m（良） | 13    | 5     | 6     | 015.10（6人）   | 13着 | 01:09.1（36.5）   | -2.3 | 松岡正海   | 54kg | ジューヌエコール     |
| 0000.09.26 | 船橋   | 千葉ダートマイル | OP       | ダ1600m（稍） | 9     | 2     | 2     | 005.60（4人）   | 09着 | 01:45.9（42.9）   | -4.6 | 本田正重   | 55kg | グランディオーソ     |

- タイム欄のRはレコード勝ちを示す。

## 繁殖成績
2018年から坂東牧場で繁殖入り。
第5仔となるロードカナロアの牝馬をお腹に宿した状態でジェイエス繁殖馬セール2022に出品され、5170万円でユーロングループ代表の張月勝の代理人に落札された。その後、張月勝が所有してG1フェニックススーテクスを勝利したラッキーヴェガと交配するためにアイルランドへと送られ、第5仔となる牝馬を出産している。
|   | 馬名               | 生年 | 毛色   | 父             | 性 | 厩舎                                             | 馬主                           | 戦績           |
| - | ------------------ | ---- | ------ | -------------- | -- | ------------------------------------------------ | ------------------------------ | -------------- |
| 1 | クリスブレイン     | 2019 | 栗毛   | オルフェーヴル | 牝 |                                                  |                                | 未出走         |
| 2 | 産駒なし           | 2020 |        | ハービンジャー |    |                                                  |                                |                |
| 3 | ドムスアウレア     | 2021 | 黒鹿毛 | キズナ         | 牝 | 栗東・中竹和也 →名古屋・今津博之 →美浦・田村康仁 | エンジェルレーシング           | 6戦2勝（引退） |
| 4 | エンゲルシュピール | 2022 | 鹿毛   | ロードカナロア | 牝 | 美浦・田村康仁                                   | エンジェルレーシング →鈴木昌樹 | 4戦0勝（現役） |
| 5 | クリスマスの2023   | 2023 |        | ロードカナロア | 牝 |                                                  |                                |                |
| 6 | クリスマスの2024   | 2024 | 栗毛   | Lucky Vega     | 牝 |                                                  |                                |                |

- 2025年4月13日現在

## 血統表
| クリスマスの血統                               | クリスマスの血統                               | クリスマスの血統       | （血統表の出典）       | （血統表の出典） |
| 父系                                           | ブラッシンググルーム系                         | ブラッシンググルーム系 | ブラッシンググルーム系 | [ § 2 ]          |
| 父 *バゴ Bago 2001 黒鹿毛 フランス             | 父の父Nashwan 1986 栗毛 アメリカ               | Blushing Groom         | Red God                | Red God          |
| 父 *バゴ Bago 2001 黒鹿毛 フランス             | 父の父Nashwan 1986 栗毛 アメリカ               | Blushing Groom         | Runaway Bride          |                  |
| 父 *バゴ Bago 2001 黒鹿毛 フランス             | 父の父Nashwan 1986 栗毛 アメリカ               | Height of Fashion      | Bustino                | Bustino          |
| 父 *バゴ Bago 2001 黒鹿毛 フランス             | 父の父Nashwan 1986 栗毛 アメリカ               | Height of Fashion      | Highclere              |                  |
| 父 *バゴ Bago 2001 黒鹿毛 フランス             | 父の母Moonlight's Box 1996 鹿毛 アメリカ       | Nureyev                | Northern Dancer        | Northern Dancer  |
| 父 *バゴ Bago 2001 黒鹿毛 フランス             | 父の母Moonlight's Box 1996 鹿毛 アメリカ       | Nureyev                | Special                |                  |
| 父 *バゴ Bago 2001 黒鹿毛 フランス             | 父の母Moonlight's Box 1996 鹿毛 アメリカ       | Coup de Genie          | Mr. Prospector         | Mr. Prospector   |
| 父 *バゴ Bago 2001 黒鹿毛 フランス             | 父の母Moonlight's Box 1996 鹿毛 アメリカ       | Coup de Genie          | Coup de Folie          |                  |
| 母 アラマサスナイパー 2003 黒鹿毛 北海道新冠町 | 母の父ステイゴールド 1994 黒鹿毛 北海道白老町  | *サンデーサイレンス    | Halo                   | Halo             |
| 母 アラマサスナイパー 2003 黒鹿毛 北海道新冠町 | 母の父ステイゴールド 1994 黒鹿毛 北海道白老町  | *サンデーサイレンス    | Wishing Well           |                  |
| 母 アラマサスナイパー 2003 黒鹿毛 北海道新冠町 | 母の父ステイゴールド 1994 黒鹿毛 北海道白老町  | ゴールデンサッシュ     | *ディクタス            | *ディクタス      |
| 母 アラマサスナイパー 2003 黒鹿毛 北海道新冠町 | 母の父ステイゴールド 1994 黒鹿毛 北海道白老町  | ゴールデンサッシュ     | ダイナサッシュ         |                  |
| 母 アラマサスナイパー 2003 黒鹿毛 北海道新冠町 | 母の母*ターミナルフラワー 1997 黒鹿毛 アメリカ | Salt Lake              | Deputy Minister        | Deputy Minister  |
| 母 アラマサスナイパー 2003 黒鹿毛 北海道新冠町 | 母の母*ターミナルフラワー 1997 黒鹿毛 アメリカ | Salt Lake              | Take Lady Anne         |                  |
| 母 アラマサスナイパー 2003 黒鹿毛 北海道新冠町 | 母の母*ターミナルフラワー 1997 黒鹿毛 アメリカ | Positioned             | Cannonade              | Cannonade        |
| 母 アラマサスナイパー 2003 黒鹿毛 北海道新冠町 | 母の母*ターミナルフラワー 1997 黒鹿毛 アメリカ | Positioned             | Logistic               |                  |
| 母系(F-No.)                                    | (FN:5-g)                                       | (FN:5-g)               | (FN:5-g)               | [ § 3 ]          |
| 5代内の近親交配                                | Halo 5×4                                       | Halo 5×4               | Halo 5×4               | [ § 4 ]          |
| 出典                                           | 1. 2. 3. 4.                                    | 1. 2. 3. 4.            | 1. 2. 3. 4.            | 1. 2. 3. 4.      |

- 姪に札幌2歳ステークス、クイーンステークス勝ち馬のドゥーラがいる。